# جرج راتسی
جرج راتسی (انگلیسی: George Ratsey; ۲۵ ژوئیهٔ ۱۸۷۵ – ۲۵ دسامبر ۱۹۴۲) قایقران قایق بادبانی اهل بریتانیا بود.